# Покровные ледники
Покровные ледники — остатки огромных ледниковых щитов, которые в последние ледниковые эпохи существовали в умеренных широтах. И хотя сегодня они не такие масштабные, как в прошлом, всё равно их размеры впечатляют.Они занимают 98,5% всей площади ледников на Земле и образуются там, где снеговая линия находится очень низко. Эти ледники имеют форму щитов и куполов. 
Один из самых значительных — Антарктический ледниковый покров. Максимальная мощность его льда превышает 4,5 километров, а площадь распространения почти в 1,5 раза больше, чем площадь Австралии. Из нескольких центров купола в разные стороны растекается лёд многих ледников. Он движется в виде огромных потоков со скоростью 300—800 м в год. Занимая всю Антарктиду, покров в виде выводных ледников стекает в море, давая жизнь многочисленным айсбергам. Ледники, лежащие или, вернее, плавающие в районе прибрежной линии, называются шельфовыми, поскольку располагаются в районе подводной окраины материка — шельфа.